# 代謝運動
代謝運動源於1950年代，由一批年輕的日本建築師及設計師聯手推行的建築設計運動，黑川紀章設計的中銀膠囊塔是其中一個代表作品。
其理念是建築物由一些可拆換的模塊組成，透過逐漸拆換模塊在多年後也許整棟建築都由新模塊組成，而達成一種動態更新。

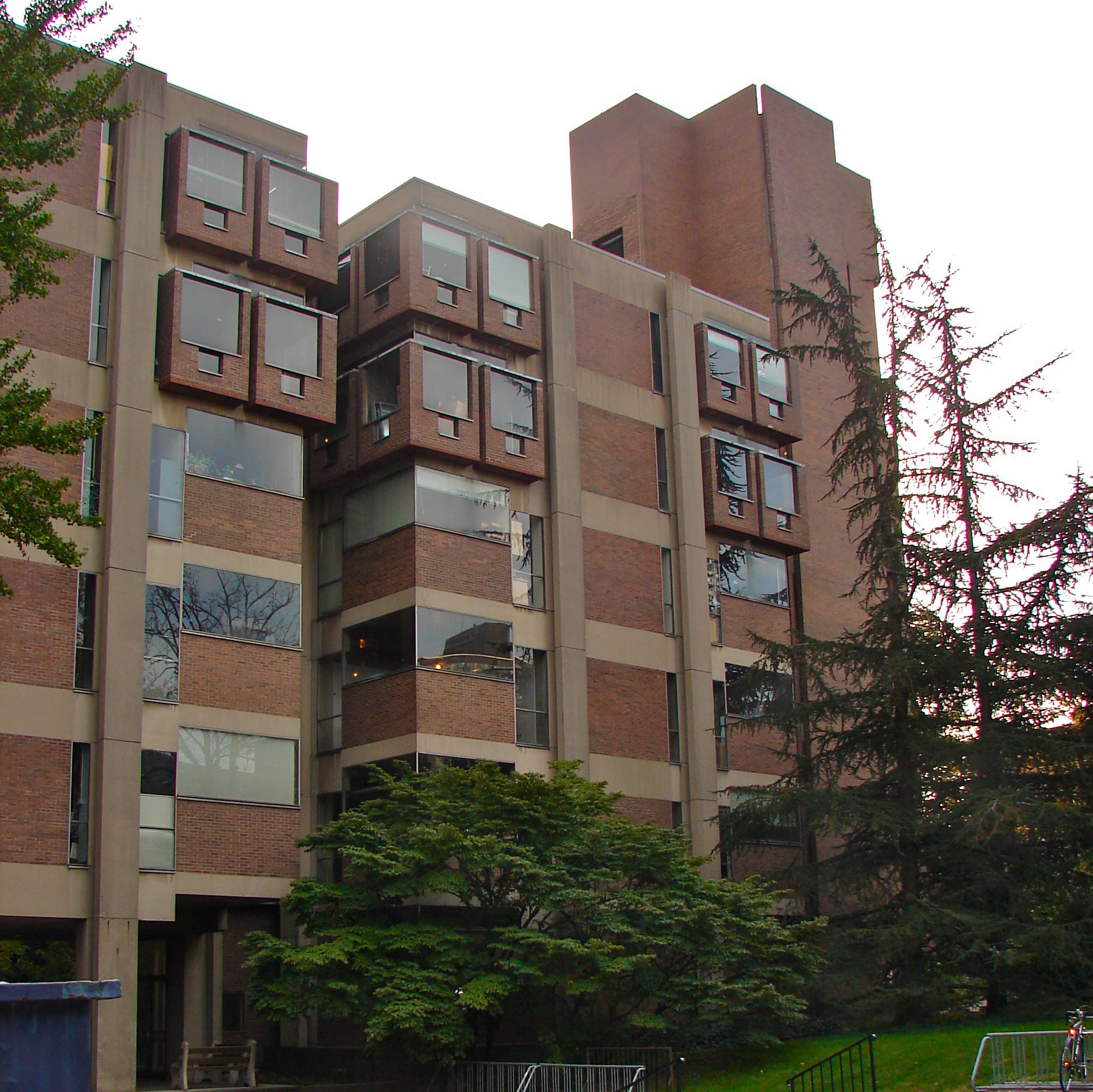
Goddard Laboratories
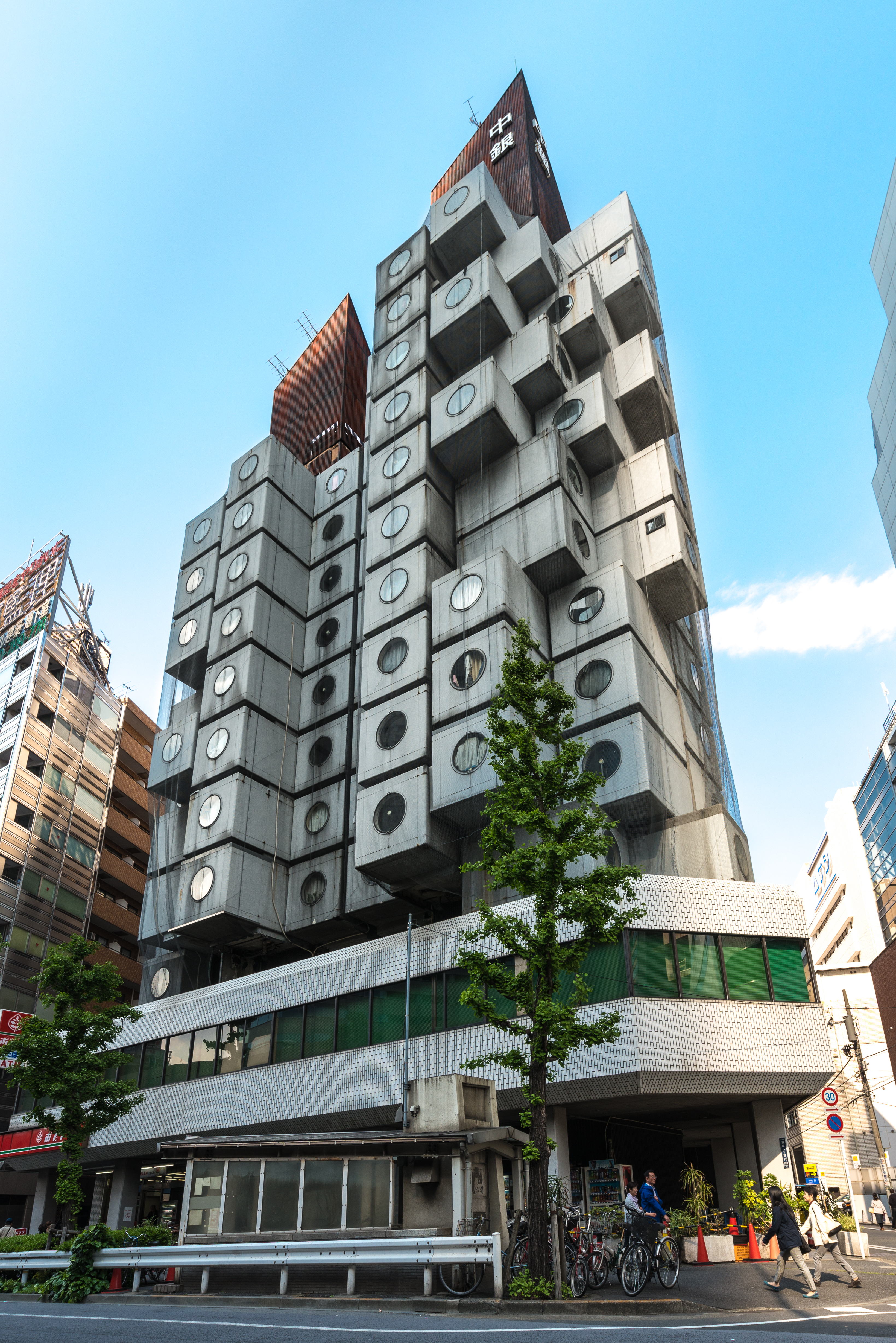
中銀膠囊塔
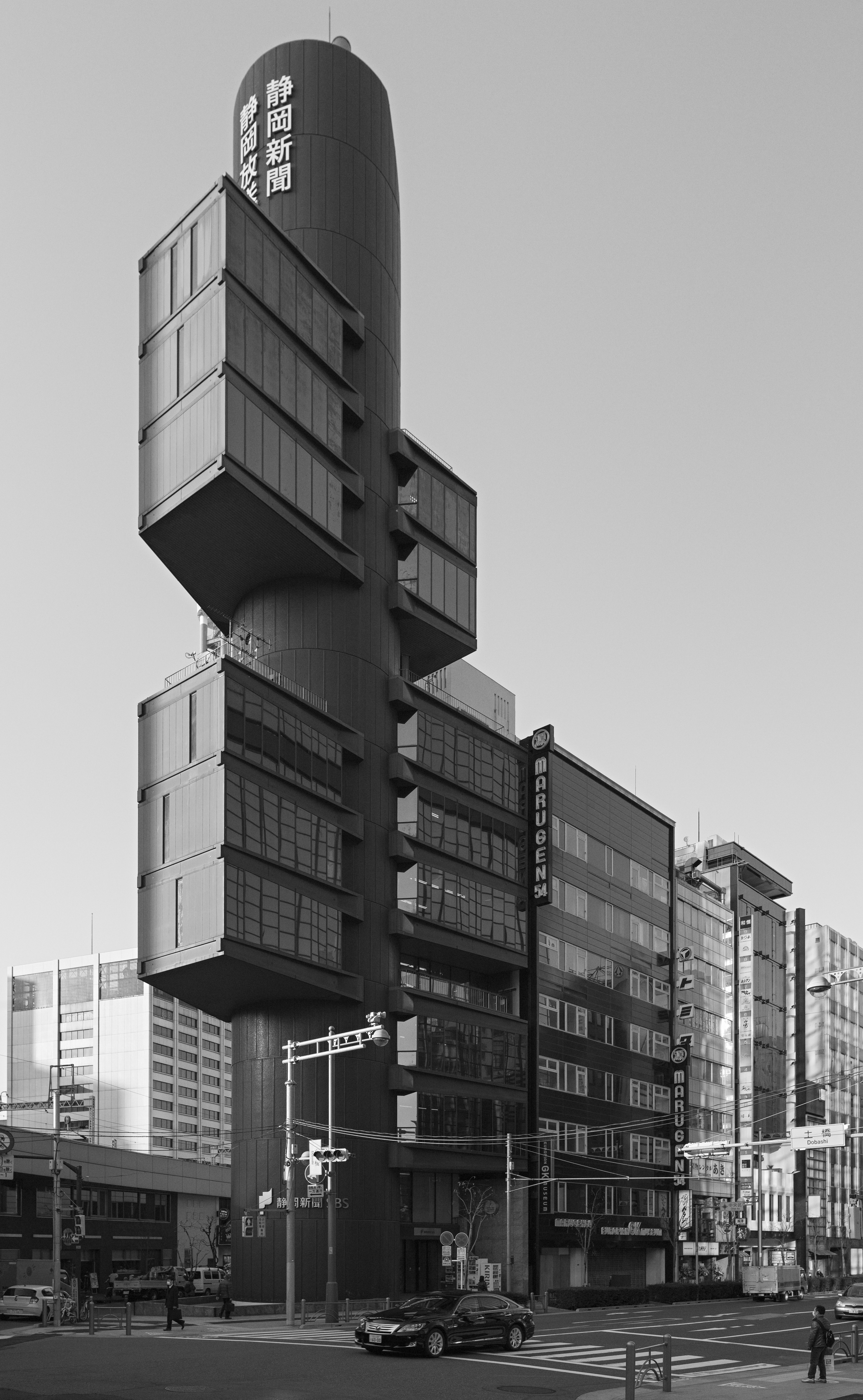
靜岡新聞•靜岡放送東京支部大樓